# رابرت پینسکای
رابرت پینسکای (انگلیسی: Robert Pinsky؛ زادهٔ ۲۰ اکتبر ۱۹۴۰) یک شاعر، و نویسنده اهل ایالات متحده آمریکا است.
وی همچنین برنده جوایزی همچون کمک هزینه گوگنهایم شده است.